# Physospermum
Physospermum là chi thực vật có hoa trong họ Apiaceae.